# Cher Ami
Cher Ami est un pigeon voyageur donné par des colombophiles du Royaume-Uni, entraîné par des colombophiles américains, puis reversé à l'United States Army Signal Corps pour un usage en France lors de la Première Guerre mondiale. Il participa au sauvetage du Lost Battalion de la 77e division d’infanterie américaine lors de l'offensive Meuse-Argonne, en octobre 1918.

## Service
Le 3 octobre 1918, Charles Whittlesey et environ 550 hommes venant de 9 compagnies de la 77e division d’infanterie américaine formant ce qui sera nommé par la presse le Lost Battalion sont pris au piège dans une petite dépression sur le côté d'une colline proche des lignes ennemies, sans nourriture ni munitions. Ils commencent également à subir des tirs amis de la part des troupes alliées qui ne sont pas au courant de leur position. Cernés par les Allemands, plusieurs soldats sont tués ou blessés les deux premiers jours et seuls 200 hommes seront indemnes à l'arrivée des secours. Whittlesey envoie alors des messages par pigeon. Le premier pigeon, portant le message « Beaucoup de blessés. Nous ne pouvons pas évacuer. » est abattu. Un second pigeon est envoyé avec le message « Les hommes souffrent. Pouvons-nous avoir un soutien? » et est lui aussi tué. Le dernier pigeon, Cher Ami, est alors envoyé, le 4 octobre portant dans une canule à sa patte gauche le message « Nous sommes le long de la route parallèle au 276.4. Notre propre artillerie fait un tir de barrage sur nous. Pour l’amour du ciel, arrêtez! ».
Alors que Cher Ami vole vers sa maison, les Allemands l’aperçoivent et ouvrent le feu durant plusieurs minutes. Les hommes du Lost Bataillon voient Cher ami se faire toucher et tomber au sol, mais celui-ci reprend son vol. Il parvient à regagner son abri au quartier général de la division, couvrant 25 miles en 25 minutes (90 km/h), permettant de sauver la vie de 194 hommes. Durant cette mission, Cher Ami délivre son message bien qu'il ait été touché à la poitrine et à un œil, qu'il soit couvert de sang et qu'une de ses pattes ne tienne plus que par un tendon.
Cher Ami est alors le héros de la 77e division d’infanterie américaine, ce qui lui vaut des soins de la part des médecins du régiment. Ils ne furent pas capables de sauver sa patte, mais lui firent une prothèse en bois. Une fois sa santé retrouvée, Cher Ami fut rapatrié aux États-Unis par bateau, le général John J. Pershing assistant personnellement à son départ de France.

## Distinctions et postérité
À son retour aux États-Unis, Cher Ami, décoré de feuilles de chêne, devient la mascotte du département. Il est par ailleurs décoré de la Croix de guerre avec palme pour son action héroïque dans la délivrance de 12 messages dans le secteur de Verdun,. Il meurt à Fort Monmouth (en), dans le New Jersey, le 13 juin 1919 des suites des blessures reçues lors de sa dernière bataille et entre au Racing Pigeon Hall of Fame en 1931. Il reçoit également la médaille d'or de la part de la Organized Bodies of American Racing Pigeon Fanciers en reconnaissance de ses prouesses lors de la guerre.
Le corps empaillé de Cher Ami fait partie de la collection du Smithsonian Institution.